# Foyer rural du Billot
Le Foyer rural du Billot, histoires et traditions populaires est une association loi de 1901 fondée en 1970 à L'Oudon vouée à l'étude historique, archéologiques, toponymiques et arts et traditions populaires du Pays d'Auge. Elle publie une revue depuis 1983.

## Historique
La société est fondée en 1970.
L'association comporte 210 membres en 2020 et 196 en 2021.

## Activités
L'association édite deux bulletins annuels et organise des expositions.
Le foyer rural du Billot présente en outre une salle de classe d'école rurale du début du XXe siècle.

## Membres illustres
- Jacky Maneuvrier